# Oonops tolucanus
Oonops tolucanus là một loài nhện trong họ Oonopidae.
Loài này thuộc chi Oonops. Oonops tolucanus được miêu tả năm 1942 bởi Gertsch & Davis.